# Kvarsnes
Kvarsnes est une localité du comté de Nordland, en Norvège.

## Géographie
Administrativement, Kvarsnes fait partie de la kommune de Gildeskål.